# Frazeologie
Frazeologie je lingvistická lexikologická disciplína o ustálených slovních spojeních neboli frazémech. Dříve se prezentovala jako zvláštní jazyková rovina, ale správně je to oblast běžně užívaných anomálních kombinací (syntagmatických i paradigmatických). Jedná se tedy o formy nižšího řádu, které jsou doplněním k oblasti pravidelných jazykových seskupení všeho druhu a na všech relevantních rovinách (= každá rovina, jejíž jednotky jsou dány významem). Výsledný frazém, uložený v systému, je pak členem vyššího řádu, než jsou jeho komponenty.
Základní jednotkou je již zmíněný frazém, tj. obrazné, ustálené víceslovné pojmenování (např. „mít namále“, „být páté kolo u vozu“), který se musí skládat z minimálně dvou prvků, z nichž některý nefunguje stejným způsobem v jiném spojení. Popřípadě se vyskytuje pouze ve výrazu jediném. Frazeologismy lze také dělit podle kritérií formálních a sémantických, ale existují i jiné způsoby dělení. V podobném významu jako frazeologie se užívá také označení idiomatika, která se liší pouze úhlem pohledu: k frazémům (idiomům) nepřistupuje z formálního hlediska, nýbrž z obsahového (sémantického) hlediska.

## Přístupy
Podle přístupu se frazeologie dělí na frazeologii historickou, porovnávací, apod. Souvisí také s několika jazykovými disciplínami. Jako například: onomastika (Achillova pata, kecá jak Palackej), fonologie (frazémy větné mají svou specifickou intonaci, které musí být vyslovitelné pouze specificky –To zrovna!), etymologie (mateřídouška – jako prastarý kalk z latiny = matky dušička), sémiotika (vrazit kudlu do zad, jít i přes mrtvoly). Z nejazykových oborů má frazeologie blízko k filozofii a etice (částečně se vztahuje k lidové moudrosti), etnografii, psychologii, historii (zejména společenské) a zkoumáním literatury (ve vztahu k metaforice, symbolice či specifickým mikrožánrům). Z hlediska slovníkového zpracování hrála důležitou roli otázka, zda frazémy a idiomy řadit podle klíčových slov, nebo na konec souvisejícího slovníkového hesla, nebo pro ně vytvářet zvláštní frazeologické slovníky.

## Vznik označení
Historie slova frazeologie pochází z moderního latinského phraseologia, v Řecku jako složenina z phraseón, což je genitiv plurálu slova phrasis ve významu ‚‚fráze‘‘, častěji však ‚‚způsob vyjádření‘‘, vztahující se k řeckému slovesu phrazein (prohlašovat, povídat). Původní význam termínu byl tedy něco jako ‚‚nauka o způsobech vyjadřování‘‘. První výskyt formy frazeologie v češtině není spolehlivě doložený, ale uvádí se rozmezí let 1821/2 – 64. Ve 20. století zakotvuje frazeologii Příruční slovník naučný, a to převážně jako sbírku charakteristických výrazů a rčení.